# Campeonato Europeo de Pilotos

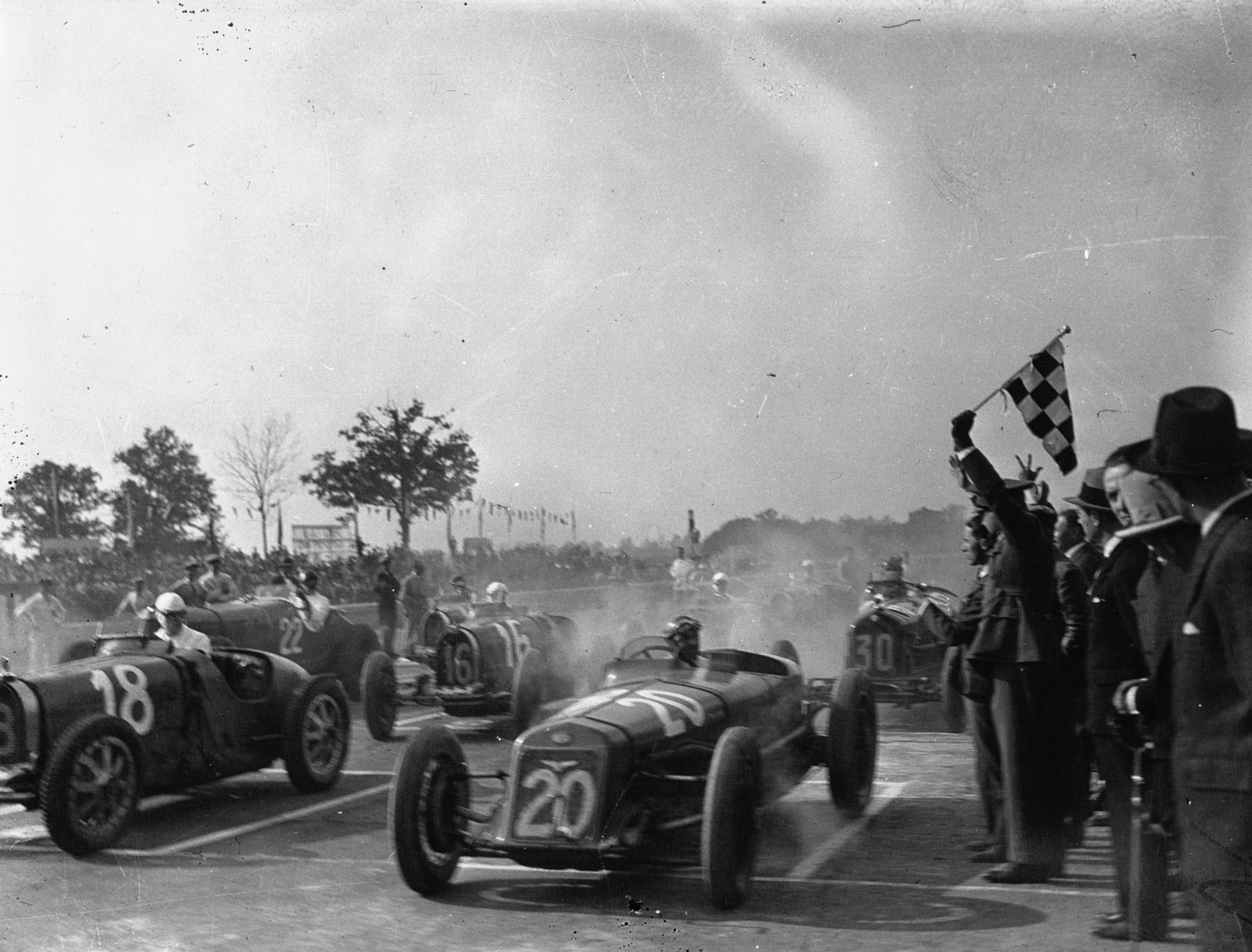
Inicio del Gran Premio de Italia de 1931, la primera competencia de este campeonato.

El Campeonato Europeo de Pilotos fue una competencia continental de automovilismo organizada por la AIACR en 1931, 1932 y entre 1935 y 1939.

## Historia
Entre 1925 y 1930, la AIACR (actual FIA) había organizado el Campeonato Mundial de Fabricantes, pero con poco éxito ya que las tres últimas temporadas fueron canceladas, principalmente por falta de interés en los fabricantes y por el no cumplimiento de los reglamentos preestablecidos. Para 1931, se decidió que el campeonato se disputase por pilotos y no por marcas, siendo el primero en la historia de los Grandes Premios. A diferencia del anterior, este solamente contaría con carreras localizadas en Europa.
La primera temporada fue con vehículos de Fórmula Libre con dos conductores designados cada uno. El sistema de puntos y la selección de las carreras eran similares al Mundial de Fabricantes. El calendario estaba planeado con cuatro Grandes Premios: Italia, Francia, Bélgica y España, pero este último se canceló, y cada carrera tenía una duración de 10 horas.
Ferdinando Minoia (Alfa Romeo) fue el primer campeón de este torneo, tras sumar dos podios pero ninguna victoria, corriendo en cada carrera con un copiloto diferente (por eso solamente él fue campeón). Su compañero de equipo Giuseppe Campari, quien también alternó copilotos, fue segundo y la dupla de Albert Divo-Guy Bouriat (Bugatti) fue tercera. Minoia y Campari habían empatado en puntos y el título se definió por el total de km recorridos por cada uno. A partir de ese año, AIACR permitió definitivamente la participación de pilotos independientes en los Grandes Premios.
En 1932, el GP de Alemania ocupó el lugar de Bélgica, pero el principal cambio fue la reducción de la duración de las carreras, de 10 a 5 horas, junto con la reducción a un solo piloto por cada vehículo. Esto fue gracias a la oposición de los pilotos hacia esas carreras y la falta de interés del público. Alfa Romeo continuó con su superioridad, logrando ocho podios de nueve posibles en las tres carreras puntuables. Tazio Nuvolari fue el nuevo campeón, seguido por Baconin Borzacchini y Rudolf Caracciola. Según publicaciones de la época, también se realizó un Campeonato de Fabricantes en esas mismas competencias, dando a la marca italiana como ganadora.
Este campeonato no se llevó a cabo en 1933 y 1934. Durante este receso, la Alemania nazi dispuso un gran presupuesto a las fábricas de Mercedes-Benz y Auto Union para el desarrollo de los automóviles de carreras. Para la edición 1935, la AIACR limitó los vehículos de Grandes Premios a 750 kg. El calendario se amplió a siete fechas, agregando Mónaco, Bélgica, Suiza y España. Rudolf Caracciola venció en cuatro carreras y ganó el campeonato por amplia ventaja. Mercedes consiguió las tres primeras posiciones en el campeonato, con Luigi Fagioli y Manfred von Brauchitsch. Alfa Romeo ahora participaba bajo la Scuderia Ferrari y Maserati había ampliado su participación en los GGPP.

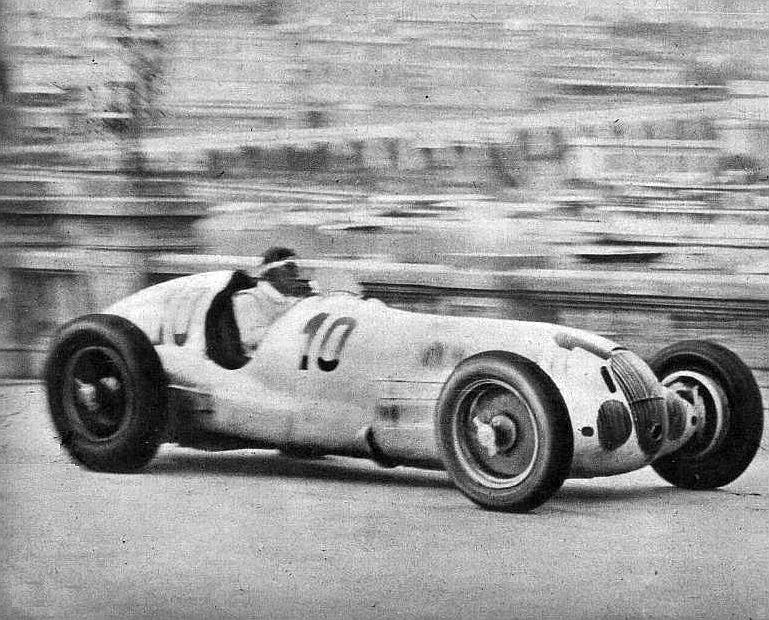
Manfred von Brauchitsch vence en el Gran Premio de Mónaco de 1937.

En 1936, el campeonato se redujo a Mónaco, Alemania, Suiza e Italia. Mercedes bajó su rendimiento, solamente triunfó en una ocasión e, incluso, no se presentó a una carrera. Bernd Rosemeyer (Auto Union) ganó el título gracias a tres victorias consecutivas.
Para las dos siguientes temporadas, el reglamento se modificó y el peso y la potencia permitidas dependían de cada automóvil. Mercedes volvió a dominar, venciendo en siete de las nueve competencias sumando ambas temporadas. Caracciola, von Brauchitsch y Hermann Lang finalizaron primero, segundo y tercero, respectivamente, en las dos ediciones.
La temporada 1939 estaba planeada para tener cinco carreras, pero el inicio de la Segunda Guerra Mundial causó la cancelación del último GP y la AIACR nunca lanzó resultados del campeonato. Los equipos alemanes volvieron a superar al resto de marcas. Ese mismo año, se había pedido la creación de un nuevo sistema de puntos, el cual nunca fue anunciado oficialmente. El dirigente nazi Adolf Hühnlein comunicó a través del Völkischer Beobachter, el boletín oficial de Alemania, que el campeón había sido Hermann Lang, adaptándose a ese sistema de puntos extraoficial, pero el campeonato real habría dado como campeón a Hermann Paul Müller (Auto Union). De todas maneras, nunca se anunció un ganador de manera oficial, y el Campeonato Europeo de Pilotos no volvió a desarrollarse.

## Sistema de puntos
El sistema de puntos otorgaba menor puntuación en los mejores puestos, y el campeonato se definía por menor puntaje. Finalizar en el podio significaba tener 1, 2 o 3 puntos, respectivamente, finalizar en otra posición 4 y en caso de retirarse, dependía del porcentaje de carrera completado.
| Posición | 1.º | 2.º | 3.º | +75 % | 50 %-75 % | 25 %-50 % | -25 % | DSQ | DNP |
| Puntos   | 1   | 2   | 3   | 4     | 5         | 6         | 7     | 8   | 8   |

## Calendarios
| Año     | 1                      | 2                       | 3                       | 4                       | 5                     | 6                     | 7                     |
| ------- | ---------------------- | ----------------------- | ----------------------- | ----------------------- | --------------------- | --------------------- | --------------------- |
| 1931    | Gran Premio de Italia  | Gran Premio de Francia  | Gran Premio de Bélgica  |                         |                       |                       |                       |
| 1932    | Gran Premio de Italia  | Gran Premio de Francia  | Gran Premio de Alemania |                         |                       |                       |                       |
| 1933    | No realizado           | No realizado            | No realizado            | No realizado            | No realizado          | No realizado          | No realizado          |
| 1934    | No realizado           | No realizado            | No realizado            | No realizado            | No realizado          | No realizado          | No realizado          |
| 1935    | Gran Premio de Mónaco  | Gran Premio de Francia  | Gran Premio de Bélgica  | Gran Premio de Alemania | Gran Premio de Suiza  | Gran Premio de Italia | Gran Premio de España |
| 1936    | Gran Premio de Mónaco  | Gran Premio de Alemania | Gran Premio de Suiza    | Gran Premio de Italia   |                       |                       |                       |
| 1937    | Gran Premio de Bélgica | Gran Premio de Alemania | Gran Premio de Mónaco   | Gran Premio de Suiza    | Gran Premio de Italia |                       |                       |
| 1938    | Gran Premio de Francia | Gran Premio de Alemania | Gran Premio de Suiza    | Gran Premio de Italia   |                       |                       |                       |
| 1939    | Gran Premio de Francia | Gran Premio de Bélgica  | Gran Premio de Alemania | Gran Premio de Suiza    |                       |                       |                       |
| Fuente: |                        |                         |                         |                         |                       |                       |                       |

## Campeones
| Año     | Campeón                                                    | Subcampeón                                                 | Tercero                                                    |
| ------- | ---------------------------------------------------------- | ---------------------------------------------------------- | ---------------------------------------------------------- |
| 1931    | Ferdinando Minoia (Alfa Romeo)                             | Giuseppe Campari (Alfa Romeo)                              | Albert Divo- Guy Bouriat (Bugatti)                         |
| 1932    | Tazio Nuvolari (Alfa Romeo)                                | Baconin Borzacchini (Alfa Romeo)                           | Rudolf Caracciola (Alfa Romeo)                             |
| 1933    | No realizado                                               | No realizado                                               | No realizado                                               |
| 1934    | No realizado                                               | No realizado                                               | No realizado                                               |
| 1935    | Rudolf Caracciola (Mercedes-Benz)                          | Luigi Fagioli (Mercedes-Benz)                              | Manfred von Brauchitsch (Mercedes-Benz)                    |
| 1936    | Bernd Rosemeyer (Auto Union)                               | Hans Stuck (Auto Union)                                    | Tazio Nuvolari (Alfa Romeo)                                |
| 1937    | Rudolf Caracciola (Mercedes-Benz)                          | Manfred von Brauchitsch (Mercedes-Benz)                    | Hermann Lang (Mercedes-Benz)                               |
| 1938    | Rudolf Caracciola (Mercedes-Benz)                          | Manfred von Brauchitsch (Mercedes-Benz)                    | Hermann Lang (Mercedes-Benz)                               |
| 1939    | No entregado a causa del estallido de la II Guerra Mundial | No entregado a causa del estallido de la II Guerra Mundial | No entregado a causa del estallido de la II Guerra Mundial |
| Fuente: |                                                            |                                                            |                                                            |